# Іто Сейя
Іто Сейя (яп. 伊藤 誠哉, Іто Сейя, 1883—1962) — японський міколог.

## Біографія
Сейя Іто народився 7 серпня 1883 року в місті Ніїгата однойменної префектури. Навчався у Міябе Кінго на сільськогосподарському факультеті Університету Тохоку (нині — частина Університету Хоккайдо), у 1908 закінчив його зі ступенем бакалавра. Дисертація Іто називалася On the Uredineae of the Japanese Gramineae, була присвячена грибам-устоміцетам, які паразитують на злаках. У 1908 році він був призначений інструктором в департаменті ботаніки, у 1909 році став асистентом професора. У 1916 році Сейя Іто став професором сільськогосподарського факультету. У 1919 році став доктором сільського господарства. У 1945 році призначений президентом Університету Хоккайдо. У 1950 році Іто пішов на пенсію, в тому ж році став почесним професором Університету. Професор Іто помер 10 листопада 1962 року в місті Саппоро.

## Деякі наукові публікації
- Ito, S.; Imai, S. (1940). Fungi of the Bonin Islands. V. Transactions of the Sapporo Natural History Society 16: 120—138. (англ.)
- Ito, S.; Murayama, D. (1949). [On the species of Uredinales in Japan and her adjacent areas]. Annals of the Phytopathological Society of Japan 13: 33-36. (яп.)
- Ito, S. (1950). [Mycological flora of Japan. Basidiomycetes, 3, Uredinales-Pucciniaceae, Uredinales Imperfecti]. 435 pp., 454 figs. Japan, Tokyo. (яп.)

## Епоніми
На честь Сейя Іто названо вид грибів Isoachlya itoana Nagai, 1931.